# Autan (Wind)
Der Autan ist ein südöstlicher Wind in Südwestfrankreich, genauer in der Region um Toulouse und im Département Tarn. Es handelt sich um eine Fortsetzung des Marin, der an der Mittelmeerküste bläst.  Der Name leitet sich ab von lateinisch altus (dt. hoch), mit altanus als „der vom Hohen (Meer) her Wehende“.
Der Autan entsteht, wenn der Marin vom Meer her auf die Senke zwischen Pyrenäen und Massif central drückt. Diese Senke zwischen Narbonne und Toulouse, die auch vom Canal du Midi durchflossen wird, wird im Süden durch die Corbières, einem Pyräneenausläufer, und im Norden durch die Montagne Noire, einem Ausläufer des Zentralmassivs begrenzt. Durch Kanalisationseffekte wird der Wind hier im Tal der Aude und im Lauragais, über die Seuil de Naurouze, verstärkt, um dann die Gegend um Toulouse zu durchwehen. Für den Autan im Département Tarn spielt die Kanalisation in den Tälern des Agout und des Tarn eine Rolle. Durch Föhneffekte kann die anfangs feuchte Luft des Marin getrocknet werden, wenn sie über die Corbieres und die Montagne Noire strömt.
Die größte Stärke entwickelt er bei Mazamet. Seine Böen können über 100 Kilometer pro Stunde erreichen. Gemessene Spitzenwerte betragen 137 km/h in Millau im Département Aveyron am 12. Dezember 1997 und 122 km/h in Blagnac, Dept. Haute-Garonne am 14. April 2003.
Bei entgegengesetzten Druckdifferenzen zwischen Pyrenäen und Mittelmeer können sich starke Nordwest- oder Westwinde entwickeln, die Tramontane und der Cers.

## Autan blanc und Autan noir
Der Autan wird unterteilt in den „Autan blanc“ und den „Autan noir“, den weißen und den schwarzen Autan. Der Autan blanc ist ein trockener Schönwetterwind aus Südost, ein verbundener Marin trägt nur begrenzte Feuchtigkeit. Er kann aber auch ohne Marin entstehen. Im Winter kann er sich sehr unangenehm anfühlen, da die gefühlte Temperatur deutlich unter der tatsächlichen liegen kann. Er entsteht in der Regel bei Hochdruck über Mitteleuropa, der bis Frankreich reichen kann.
Der Autan noir ist ein warmer, feuchter Wind, der Regen und Gewitter bringen kann. Wenn der Marin lange über Meer bläst kann er viel Feuchtigkeit aufnehmen, die sich im Autan noir wieder ablädt. Er entsteht bei einem Tiefdruckgebiet über der Biskaya und Spanien oder über dem Mittelmeer. Selten bläst der Autan noir länger als zwei Tage.